# Kleisoura
Ne doit pas être confondu avec Klisoura (Macédoine-Occidentale).
Dans l'Empire byzantin, une kleisoura ou kleisourie (en grec : κλεισούρα, « défilé », à l'origine, via le latin clausura, du mot français cluse) est un terme désignant traditionnellement un col montagneux fortifié et le district militaire le protégeant,. À la fin du VIIe siècle, il vient à désigner les districts frontaliers distincts des thèmes plus grands, notamment sur la frontière orientale de l'empire avec les Arabes. Les kleisoura sont surtout concentrées le long des chaînes de montagne du Taurus et de l'Anti-Taurus (en Europe, seul le Strymon est à l'origine une kleisoura). Ainsi, en Asie Mineure, la kleisoura de Charsianon couvre la passe de Mélitène, la kleisoura de Cappadoce celles d'Adana et d'Adata et enfin la kleisoura de Séleucie contrôle la vallée du Lamos et Tarse. On peut rajouter la kleisoura de Colonée qui couvre la Chaldée et l'accès à l'Euphrate supérieur. Une kleisoura (ou kleisourarchia) est un commandement autonome dirigé par un kleisourarche (en grec : κλεισουράρχης). Finalement, la plupart des kleisourai deviennent des thèmes à part entière et le terme n'est plus utilisé après le Xe siècle (à la fin de l'Empire byzantin, le terme drongos a une signification similaire). Sa contrepartie arabe en Cilicie et en Mésopotamie est le al-thughur.